# Kalix Lokaltrafik

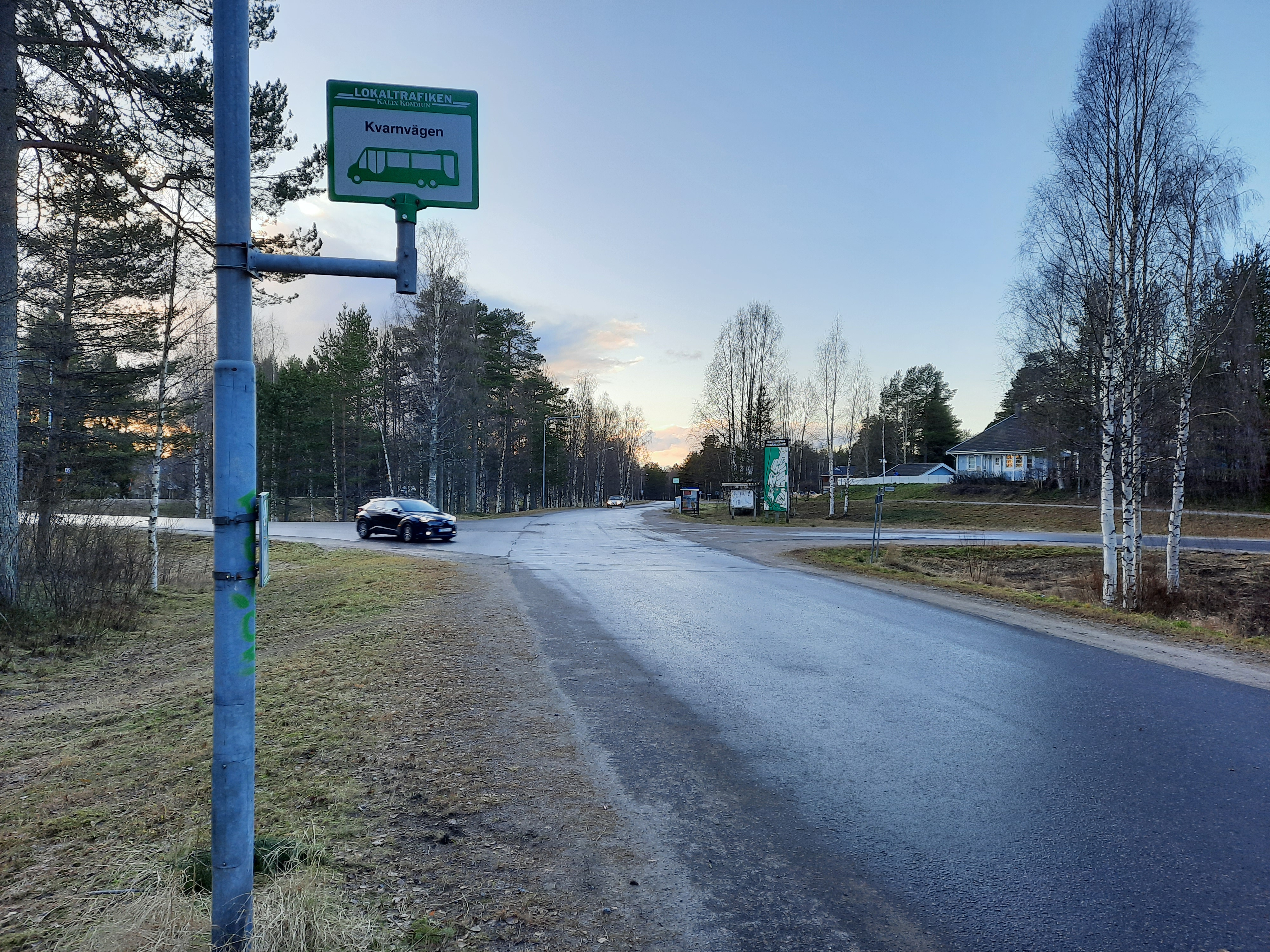
En busshållplats för Kalix Lokaltrafik fotad år 2020. Den buss som visas på skylten är den första typen av bussar som kördes av företaget.

Kalix Lokaltrafik körs på entreprenad av Boreal Sverige AB i Kalix. Varje vardag trafikeras två linjer och Linje 3 trafikerar på lördagar. Alla linjer trafikerar samhällen utanför centralorten. 
Alla linjer utgår från Kalix busstation med undantag linje 1 som utgår från Karlsborg och Ytterbyn.

## Historik
Kalix Lokaltrafik har funnits i nuvarande form sedan augusti 2000. Vid början av verksamheten var det två gröna bussar som trafikerade de tre linjerna på dagtid, och en kvällslinje. Bussarna hade plats för femton personer, samt två platser för funktionshindrade. Turen som gick på lördagar körde samma sträcka som kvällslinjen.
Runt år 2008 sattes de två nuvarande bussarna in, som på senare delen av 2010-talet fått tillökning av en tredje gul buss.

### Helgtrafik
Från början fanns det bara busstrafik under vardagar. Den första perioden med helgtrafik pågick från september 2002, och ungefär fram till 2008. Efter att Kalix resecentrum invigdes april 2021 startades linje 7 vilket medförde att centrala Kalix återigen hade möjlighet att åka buss under helger.
I augusti 2023 började linje 3 ”Lördagsbussen” trafikera lördagstrafik med 3 turer, Linje 3 trafikerar samma hållplatser som vardagsbussarna linje 1 och 2 gör.

## Busslinjer
| Linje | Sträcka                                                                  |
| 1     | Karlsborg - Näsbyn - Kalix busstation - Sjukhuset - Innanbäcken - Nyborg |
| 2     | Kalix busstation - Djuptjärn - Sjukhuset - Kalix busstation              |
| 3     | Kalix busstation - Nyborg - Djuptjärn - Sjukhuset - Näsbyn- Karlsborg    |

## Statistik
| År             | Antal resande |
| -------------- | ------------- |
| 2000 (sep-dec) | 14 722        |
| 2001           | 53 803        |
| 2002           | 52 550        |
| 2003           | 45 075        |
| 2004           | 45 664        |
| 2005           | 50 978        |
| 2006           | 49 338        |
| 2007           | 42 714        |
| 2008           | 50 701        |
| 2009           | 57 036        |
| 2010           | 59 968        |
| 2011           | 72 106        |
| 2012           | 77 580        |
| 2013           | 78 994        |
| 2015           | 76 653        |
| 2016           | 72 233        |
| 2017           | 76 786        |
| 2018           | 75 323        |
| 2019           | 76 515        |